# Movimiento Democrático Peruano
El Movimiento Democrático Pradista, posteriormente llamado Movimiento Democrático Peruano, se fundó en 1956 por iniciativa de Manuel Cisneros Sánchez y otros dirigentes de la Coalición Conservadora y tuvo como líder máximo a Manuel Prado Ugarteche, militante del Partido Civil, opositor al gobierno de Augusto Leguía y presidente del país durante la Segunda Guerra Mundial.

## Base social
Los miembros del Movimiento Democrático Pradista fueron personajes provenientes de sectores económicos poderosos como el latifundio del norte del país, la banca, las industrias y las empresas vinculadas a grupos transnacionales. Algunos de sus líderes ejercieron también cargos diplomáticos. Así, por ejemplo, Manuel Cisneros Sánchez fue embajador en España y Javier Ortiz de Zevallos, en Panamá. Este último, además, fue Congresista Constituyente, Primer Vicepresidente y senador, en todos los casos representando al Movimiento Democrático Peruano. El apoyo de Carlos Miró Quesada fue también importante. Él no militó en el partido, pero sí favoreció la candidatura presidencial de Prado a través del diario El Comercio y fue un referente del conservadurismo y anti-aprismo de la época.

## Ideología
La ideología del partido corresponde a la derecha peruana, entendida esta como aquel sector que “defiende el orden económico, social y jurídico-político existentes (sic), desde una postura conservadora”. En los años 50, se identificaban como de derecha el Movimiento Democrático Pradista y la Unión Nacional Odriísta, ambos con un gran componente personalista. La Convención de Santo Domingo, llamada así por haberse llevado a cabo en el convento limeño del mismo nombre, fue un intento de cohesionar a estas dos fuerzas políticas conservadoras y a otras más pequeñas de similar ideología. En total, asistieron representantes de diez agrupaciones. El Movimiento Democrático Pradista estuvo representado por su presidente Carlos Moreyra y Paz Soldán. La reunión, sin embargo, no logró su objetivo y los partidos de derecha no volvieron a reunirse. 1956, el año de la Convención, fue desafortunado para la derecha peruana debido a la falta de unidad entre sus miembros y a otros dos factores: en el ámbito social, surgieron nuevas fuerzas representantes de la clase media, tales como Acción Popular, el Social Progresismo y la Democracia Cristiana; en el plano electoral, a pesar de haber sido por mucho tiempo anti-apristas, los votantes de derecha tuvieron que reconocer que los votos del APRA fueron determinantes para que Prado llegue a la presidencia.

## Procesos electorales

### Elecciones presidenciales de 1939
En estas elecciones no participó el partido pero sí su líder, quien además consiguió la victoria. Las elecciones fueron convocadas por el presidente Óscar Benavides para el 22 de octubre de 1939. Para entonces, Manuel Prado era presidente del Banco Central de Reserva y dueño del Banco Popular, además de haber ocupado previamente un escaño como diputado. El candidato opositor fue José Quesada Larrea, representante del Frente Patriótico.  Los partidarios de Prado eran principalmente urbanos y vinculados a las finanzas, mientras que los de Quesada se encontraban en el sector agroexportador. Aunque la competencia entre ambos no generó mucha campaña, los principales diarios de la época no pudieron evitar tomar partido por uno u otro candidato. Así, Quesada fue respaldado por La Prensa (un medio dirigido por él mismo) y por El Comercio; Prado, por su parte, fue apoyado por El Universal, La Crónica, La Noche y El Callao.
Los resultados dieron como ganador a Prado con el 78% de los votos, pero se generaron sospechas de fraude debido a la demora en la publicación de los resultados. Aun así, logró constituirse el parlamento. En ambas cámaras, la de Diputados y la de Senadores, hubo una mayoría pradista agrupada bajo el nombre de Concentración Nacional. Los partidos minoritarios fueron el Frente Patriótico, el Partido Liberal, el Partido Constitucional, la Unión Revolucionaria y una organización política más que fue la segunda fuerza en ambas cámaras pero no ha podido ser identificada.

### Elecciones presidenciales de 1956
Estas elecciones fueron convocadas al terminar el gobierno autoritario de Manuel Odría. El día de votación fue el 17 de junio. Los candidatos presidenciales fueron inicialmente ocho: Manuel Prado Ugarteche, Hernando de Lavalle, Fernando Belaúnde Terry, Héctor Boza, Zenón Noriega, Luciano Castillo, Carlos Miñano y Carlos Miró Quesada. Cinco de ellos, sin embargo, retiraron su candidatura y solo quedaron los siguientes tres:
- Manuel Prado Ugarteche (Movimiento Democrático Pradista): fue presidente entre 1939 y 1945; contaba con el financiamiento de su familia y su eslogan de campaña “tú lo conoces, vota por él” apelaba al recuerdo positivo de su primer periodo, en el cual el Perú se benefició de la victoria aliada en la Segunda Guerra Mundial[6]
- Hernando de Lavalle (Unión Nacional): contó inicialmente con el apoyo del gobierno saliente, del APRA y del nuevo partido Democracia Cristiana[6]
- Fernando Belaúnde Terry (Frente de Juventudes Democráticas): fue apoyado principalmente por los jóvenes independientes y de izquierda moderada.[5] Su candidatura fue puesta en cuestión por el Jurado Nacional de Elecciones debido a que no contaba con candidatos a la vicepresidencia ni listas parlamentarias en todos los departamentos del país; sin embargo fue finalmente aceptada después de una enorme movilización pública de sus partidarios.[6]

El APRA continuaba fuera de la ley y por lo tanto no podía postular a un candidato, pero sus miembros sí podían elegir. En esta situación, el voto aprista pasó a ser decisivo para el resultado. Ramiro Prialé, estratega enviado por Haya de la Torre, fue el responsable de negociar el voto del partido y determinar cuál de los candidatos le ofrecía la mayor probabilidad de legalización. Inicialmente, el APRA se inclinó por la candidatura de Belaúnde pero finalmente terminó apoyando a Prado, quien ofreció decididamente legalizar al partido.
Los resultados le brindaron la victoria a Prado y su gobierno fue inaugurado el 28 de julio con Manuel Cisneros Sánchez como primer ministro. El Movimiento Democrático Pradista ganó con el 45% de los votos, en comparación con el 37% del Frente de Juventudes Democráticas y el 18% de la Unión Nacional. Las regiones en las cuales alcanzó mayor votación fueron Huánuco, Tumbes, Callao, La Libertad y Lambayeque. Esto significa que el “sólido norte aprista” efectivamente apoyó a Prado. En Lima, la victoria de Prado sobre Belaúnde no fue tan decisiva, pues la diferencia fue de menos de siete mil votos.

### Elecciones parlamentarias de 1956
Las elecciones parlamentarias se llevaron a cabo el mismo día que las presidenciales. El parlamento peruano, en ese entonces, era bicameral. Contaba con una Cámara de Diputados y una Cámara de Senadores. En la Cámara de Diputados, el grupo mayoritario fue la Lista Independiente con 72 escaños; en segundo lugar estuvo el Movimiento Democrático Pradista con 64 escaños; le siguieron la Unión Nacional con 41 escaños y el Partido Demócrata Cristiano con 5. Los cinco diputados del Movimiento Democrático Pradista que alcanzaron mayor votación fueron Jorge Samanez Tizón, Antonio Alba Bardales, Justo Armando Cabello Cuadrado, José Caro Cosio y Alejandro Barrios Espinoza.
En la Cámara de Senadores, el Movimiento Democrático Pradista sí fue mayoritario y obtuvo 24 escaños. La Lista Independiente obtuvo 19; Unión Nacional obtuvo 8 y, finalmente, el Partido Demócrata Cristiano volvió a ser minoritario con solo 2 escaños. Los cinco senadores más votados del Movimiento Democrático Pradista fueron Rodrigo Franco Guerra, Manuel Augusto Barco Fernandini, Alberto Martinto Caroll, Carlos Doig y Lora, y Enrique Baca Walters.

### Elecciones generales de 1980
Estas elecciones fueron convocadas por Morales Bermúdez para el día 18 de mayo. Para este momento, el Movimiento Democrático Peruano ya no era un actor político importante. Participó a través de la candidatura de Alejandro Tudela Garland pero no tuvo éxito. Tampoco logró colocar representantes en ninguna de las dos cámaras. Los partidos importantes para este momento fueron el APRA, una vez vuelto a la legalidad, y aquellos partidos nacidos en décadas anteriores como Acción Popular y el Partido Popular Cristiano. El Movimiento Democrático Peruano, finalmente, se disolvió en 1981.

## El partido en el gobierno
El Movimiento Democrático Pradista actuó en el gobierno según lo que se esperaría de un partido de derecha en América Latina. Administró la economía de manera conservadora, intentando corregir el desbalance generado por la política de altos salarios del gobierno anterior y pagando las deudas internas y externas con regularidad. Fue amistoso con la Iglesia Católica y participó en la celebración por la santificación del hasta entonces beato San Martín de Porras. Su política social se centró en la creación de infraestructura. Así, se edificaron hospitales, comedores y viviendas; en el ámbito rural se fomentó la mejora material de las granjas. En política exterior, alineó al Perú del lado estadounidense en la Guerra Fría. Lo incluyó en la Alianza para el Progreso propuesta por el presidente John F. Kennedy y a finales de 1960 rompió relaciones diplomáticas con Cuba; participó activamente en la Organización de Estados Americanos e incluso convocó a una reunión para tratar el tema de la amenaza soviética en América. Este alineamiento, posteriormente, sería contestado por gobiernos de tendencia más progresista.

## Procesos electorales en los que participó

### Elecciones presidenciales

#### Desde fundación hasta 1980
|  | 25.00 % |

|  | 77.52 % |

|  | 33.04 % |

|  | 45.05 % |

|  | 32.98 % |

|  | 34.36 % |

## Personajes significativos
- Javier Ortiz de Zevallos, Lima
- Víctor Manuel Arévalo Delgado, Departamento de San Martín
- Hernán Yábar Carazas, Cusco
- Victor Canales Guerrero, Callao
- Manuel Jesús Delgado Guevara, Cajamarca